# Мешенер, Иосиф Яковлевич
Ио́сиф Я́ковлевич Мешенер (22 июля 1935, Галац, Королевство Румыния — 2004, Беэр-Шева, Израиль) — советский диссидент, политический заключённый.

## Биография
Родился в еврейской семье, получил высшее образование. Работал учителем английского языка в школе в городе Бендеры (Молдавская ССР).
Мешенер и Я.М. Сусленский, тоже учитель из Бендер, отправили письмо в ЦК КПСС с протестом против советского вторжения в Чехословакию в августе 1968 года. Мешенера исключили из КПСС, уволили из школы, он был вынужден работать рабочим шелкового комбината в Бендерах.
Был арестован 11 февраля 1970 года и осужден 30 октября 1970 года по ст. 67 ч. 1 УК Молдавской ССР («Антисоветская агитация и пропаганда») к 6 годам лишения свободы. По его делу также обвинялся Я.М. Сусленский. Им инкриминировались письмо в ЦК КПСС, другие письма которые они, «находясь в состоянии националистического, сионистского угара», направляли по разным адресам, протестуя против фарса советской избирательной системы и против дискриминации евреев в СССР (отправка письма Я.М. Сусленского на Би-Би-Си, письмо в ООН), «антисоветские» разговоры со знакомыми, пересказывание содержания западных радиопередач.
Срок отбывал в ИТК в Мордовии, затем в ИТК «Пермь-35». Он пытался передавать на волю сообщения о политических заключенных, держал голодовки; неоднократно водворялся в ШИЗО. 15 февраля 1975 года был этапирован во Владимирскую тюрьму, будучи переведенным на тюремный режим «до конца срока», «за систематические нарушения режима и отрицательное влияние на других осужденных».
После освобождения в 1975 году эмигрировал в Израиль. 
Был реабилитирован Прокуратурой Молдавии в 1992 году.